# Kie Kusakabe
 Kie Kusakabe (jap. 日下部 基栄 Kusakabe Kie; ur. 11 października 1978 w Fukuoce) – japońska judoczka. Brązowa medalistka olimpijska z Sydney.
Zawody w 2000 były jej pierwszymi igrzyskami olimpijskimi. Medal zdobyła w wadze lekkiej, do 57 kilogramów. Wywalczyła brązowy medal mistrzostw świata w 2001. Zdobyła dwa medale igrzysk azjatyckich, brąz w 1998 i srebro w 2002. Była mistrzynią Azji w 2000 i 2003, zdobyła srebro tej imprezy w 1997 i brąz w 2004. Brała udział w igrzyskach w 2004. Trzykrotnie była mistrzynią Japonii seniorów.